# Гард, Реми
Реми́ Гард (фр. Rémi Garde; 3 апреля 1966, Л’Арбрель, Франция) — французский футболист и тренер, выступавший на позициях защитника и полузащитника.

## Карьера

### Клубная
Реми Гард начал карьеру футболиста в лионском «Олимпике». Выступал в команде с 1984 по 1993 годы. По итогам сезона 1988/89 Гард в составе «Лиона» пробился в Дивизион 1 и в следующем сезоне дебютировал в сильнейшем дивизионе Франции. После ухода из лионского клуба футболист ещё 3 года играл в Дивизионе 1 за «Страсбур», после чего перешёл в лондонский «Арсенал» где и завершил карьеру футболиста в 1999 году.

### В сборной
Реми Гард выступал за сборную Франции с 1990 по 1992 год. Дебютировал в составе «трёхцветных» 21 января 1990 года в товарищеском матче со сборной Кувейта. В составе сборной Гард провёл 6 матчей, в том числе 1 — в рамках отборочного турнира к чемпионату Европы—1992. Присутствовал в заявке сборной на ЧЕ—1992, но ни одного матча на турнире не сыграл.

### Тренерская
С 2003 года Реми Гард работал на различных должностях в лионском «Олимпике». Он входил в тренерский штаб команды при Поле Ле Гуэне, а с 2010 по 2011 годы возглавлял центр подготовки клуба. В июне 2011 года Гард сменил Клода Пюэля на посту главного тренера «Лиона». В 2012 году клуб под его руководством одержал победы в кубке и суперкубке страны. Гард ушёл из «Лиона» после сезона 2013/14 «по личным и семейным причинам».
В ноябре 2015 года Гард был назначен главным тренером клуба «Астон Вилла», согласовав трёх с половиной летний договор. Однако уже через пять месяцев, в конце марта 2016 года, когда «Вилла» фактически потеряла шансы остаться в Премьер-лиге, он покинул клуб по взаимному согласию сторон.
8 ноября 2017 года канадский клуб MLS «Монреаль Импакт» представил Гарда в качестве главного тренера и спортивного директора, заключив с ним контракт на три года. В сезоне 2018 «Монреаль Импакт» не смог пробиться в плей-офф, проиграв «Нью-Инглэнд Революшн» в последний игровой день регулярного чемпионата. 21 августа 2019 года канадский клуб уволил Гарда, заменив его на колумбийского специалиста Уильмера Кабреру. «Импакт» к этому времени шёл в Восточной конференции на седьмом месте, дающем последнюю путёвку в плей-офф.

## Достижения
Как игрока
«Лион»
- Победитель Дивизиона 2: 1988/89

«Страсбур»
- Обладатель Кубка Интертото: 1995

«Арсенал»
- Чемпион Англии: 1997/98

Как тренера
«Лион»
- Обладатель Кубка Франции: 2011/12
- Обладатель Суперкубка Франции: 2012

## Статистика

### Матчи в сборной
| Матчи Гарда за сборную Франции | Матчи Гарда за сборную Франции | Матчи Гарда за сборную Франции | Матчи Гарда за сборную Франции | Матчи Гарда за сборную Франции | Матчи Гарда за сборную Франции | Матчи Гарда за сборную Франции |
| ------------------------------ | ------------------------------ | ------------------------------ | ------------------------------ | ------------------------------ | ------------------------------ | ------------------------------ |
| №                              | Дата                           | Соперник                       | Счёт                           | Голы Гарда                     | Соревнование                   |                                |
| 1                              | 21 января 1990                 | Кувейт                         | 1:0                            | —                              | Товарищеский матч              |                                |
| 2                              | 24 января 1990                 | ГДР                            | 3:0                            | —                              | Товарищеский матч              |                                |
| 3                              | 28 февраля 1990                | ФРГ                            | 2:1                            | —                              | Товарищеский матч              |                                |
| 4                              | 14 августа 1991                | Польша                         | 5:1                            | —                              | Товарищеский матч              |                                |
| 5                              | 12 октября 1991                | Испания                        | 2:1                            | —                              | Отборочный матч ЧЕ—1992        |                                |
| 6                              | 27 мая 1992                    | Швейцария                      | 1:2                            | —                              | Товарищеский матч              |                                |

Итого: 6 матчей / 0 голов; 5 побед, 0 ничьих, 1 поражение.

### Тренерская статистика
| Команда         | Страна  | Начало работы | Окончание работы | М   | В   | Н  | П  | ГЗ  | ГП  | РГ  | %В    |
| --------------- | ------- | ------------- | ---------------- | --- | --- | -- | -- | --- | --- | --- | ----- |
| Олимпик Лион    | Франция | 21.05.2011    | 17.09.2014       | 168 | 86  | 36 | 46 | 283 | 203 | +80 | 51,19 |
| Астон Вилла     | Англия  | 02.11.2015    | 29.03.2016       | 23  | 3   | 7  | 13 | 15  | 43  | −28 | 13,04 |
| Монреаль Импакт | Канада  | 08.11.2017    | 21.08.2019       | 67  | 28  | 9  | 30 | 93  | 108 | −15 | 41,79 |
| ВСЕГО           |         |               |                  | 256 | 117 | 52 | 89 | 391 | 354 | +37 | 45,70 |